# Pachyanthidium bouyssoui
Pachyanthidium bouyssoui är en biart som först beskrevs av Joseph Vachal 1903.  Pachyanthidium bouyssoui ingår i släktet Pachyanthidium och familjen buksamlarbin. Inga underarter finns listade i Catalogue of Life.